# Modellfabrik Papier
Die Modellfabrik Papier ist eine gemeinnützige Forschungsorganisation für die industrielle Papierfertigung. Das Innovationsnetzwerk vereint führende Papierhersteller, Zulieferer und Anlagenbauer mit renommierten Forschungsinstituten verschiedener Fachrichtungen. Gemeinsam entwickeln sie neue Technologien entlang des hochautomatisierten Fertigungsprozesses, um den derzeitigen Energiebedarf in der industriellen Papierherstellung bis 2045 um 80 % zu senken. Die Forschungsarbeit trägt zur Erreichung der Klimaschutzziele und zur Standortsicherung der Papierindustrie in Deutschland bei.

## Geschichte
Die Modellfabrik Papier wurde Anfang 2021 von Unternehmen der Papier- und Papierzulieferindustrie gegründet. Ziel war es, gemeinsam mit der Wissenschaft Forschungsbedarfe für eine nachhaltige und klimaneutrale Papierproduktion zu identifizieren. Noch im Gründungsjahr entstand in Kooperation mit universitären Einrichtungen ein erster Roadmap-Bericht, der aus Eigenmitteln finanziert wurde und als strategische Grundlage für zukünftige Forschungsschwerpunkte diente.
Im Jahr 2022 wurde der erste Antrag für ein öffentlich gefördertes Forschungsvorhaben im Bereich der Grundlagenforschung eingereicht. Das erste große Verbundprojekt startete 2023 in Zusammenarbeit mit sieben weiteren Forschungseinrichtungen aus dem universitären und außeruniversitären Bereich.
Ende 2023 bezog die Modellfabrik Papier ihren Interimsstandort bei einem der Forschungspartner, dem Institut für Pflanzenwissenschaften (IBG-2) im Forschungszentrum Jülich. Der Baubeginn des eigenen Forschungsgebäudes ist im Frühsommer 2025 vorgesehen. Es entsteht als erstes Gebäude im neuen Innovationsquartier Düren (IQD) in unmittelbarer Nähe zum Dürener Bahnhof. Das IQD zählt zu den 22 Schlüsselorten für den Strukturwandel des Rheinischen Reviers und steht für den Wandel der gesamten Region.

## Strukturwandel im Rheinischen Revier
Die Modellfabrik Papier ist von der NRW-Landesregierung zu einem der 19 Ankerprojekte für den Strukturwandel im Rheinischen Revier ernannt worden. Sie sollen die Zukunft nach dem Ausstieg aus der Braunkohleförderung konkret machen und die Transformation der Region maßgeblich vorantreiben. Mit neuen Denk- und Forschungsansätzen für nachhaltige Ressourcennutzung, energieeffiziente Verfahrenstechnik, Kreislaufwirtschaft und Bioökonomie zählt die Forschungsarbeit der Modellfabrik Papier zu den strukturpolitisch bedeutsamen Vorhaben im Rheinischen Revier.

## Forschung
Aktuell werden im Rahmen der Modellfabrik Papier zwei öffentlich geförderte Forschungsprojekte durchgeführt. Eines der Projekte befindet sich im Bereich der Grundlagenforschung und beschäftigt sich mit der Entwicklung neuer Konzepte für eine ressourcenschonende und energieeffiziente Papierproduktion. Das zweite Projekt ist bereits auf einem höheren technologischen Reifegrad (Technology Readiness Level) angesiedelt. Es ist auf die Digitalisierung von Produktionsprozessen fokussiert und entwickelt ein Software-Framework für digitale Zwillinge von Papiermaschinen. Beide Vorhaben leisten einen Beitrag zur wissenschaftlichen Begleitung und Beschleunigung der Transformation hin zu einer klimaneutralen Papierindustrie.

### FOMOP
Im Rahmen des gemeinsamen Verbundprojekts Forschungscluster Modellfabrik Papier (FOMOP) untersucht die Modellfabrik Papier entlang der gesamten Prozesskette der Papierherstellung vier zentrale Forschungsschwerpunkte mit dem Ziel, den Energie- und Ressourcenverbrauch deutlich zu senken. Dazu gehören die Entwicklung maßgeschneiderter Rohstoffe mit optimierten Eigenschaften für eine energieeffiziente Verarbeitung, neue prozesstechnologische Konzepte für wasserbasierte Systeme, die Erforschung alternativer Trägermedien wie Luft oder nicht-wässrige Flüssigkeiten zur Reduktion des Wasserbedarfs sowie die systemische Integration aller Innovationen in bestehende Produktionsprozesse. Die Ergebnisse sollen in ihrer Gesamtheit die Grundlage für eine klimaneutrale Papierproduktion schaffen. Das FOMOP-Projekt wird vom Bundesministerium für Bildung und Forschung (BMBF) gefördert.

### FOREST
Im Projekt Framework for Resource, Energy, Sustainability Treatment in Paper Production (FOREST) entwickeln Forschungs- und Industriepartner unter dem Dach der Modellfabrik Papier digitale Zwillinge für die Papierproduktion. Ziel ist es, Prozesse und Energieversorgung realer Papierfabriken virtuell abzubilden und detaillierte Informationen zu Stoff- und Energieflüssen sowie CO₂-Emissionen auf Teilprozess- und Produktebene zu gewinnen. Grundlage dafür ist ein modulares Software-Framework mit physikalischen Prozessmodellen. Die Integration von Echtzeitdaten aus dem laufenden Betrieb ermöglicht es, Optimierungspotenziale zu identifizieren, Betriebszustände zu simulieren und Maßnahmen zur Effizienzsteigerung oder Emissionsminderung vorab zu bewerten. FOREST trägt damit zur beschleunigten Transformation hin zu einer klimaneutralen und wettbewerbsfähigen Papierindustrie bei. Das FOREST-Projekt wird vom Bundesministerium für Wirtschaft und Klimaschutz (BMWK) gefördert.

## Organisation
Dem Gesellschafterkreis der Modellfabrik Papier gGmbH gehören derzeit 24 Unternehmen aus der Papierindustrie an, darunter Anlagenbauer, Hersteller von Papier, Pappe und Karton, Hygiene- und Spezialpapieren sowie Zulieferer. Acht führende Forschungseinrichtungen aus verschiedenen Fachrichtungen, spezialisiert auf unterschiedliche Teilbereiche und Prozessstufen der industriellen Papierfertigung, treiben die Forschungsarbeit in enger Zusammenarbeit in den Forschungsprojekten voran. Die Forschungsorganisation hat sich dem Open-Innovation-Ansatz verschrieben, um disruptive Neuerungen für die Papierindustrie zu entwickeln. Aufgabe ist es, den Transfer aus der Grundlagenforschung in höherer TRL-Stufen gezielt voranzutreiben, vielversprechende Innovationen in Transferprojekten zu skalieren und in die industrielle Anwendung zu bringen. Dafür werden nach Ablauf der ersten Förderphase neue Forschungsförderanträge gestellt. Die Förderung ist derzeit bis Mitte 2027 durch die vom BMBF und Bundesministerium für Wirtschaft und Klimaschutz (BMWK) geförderten Projekte sichergestellt.